# Canadian whisky

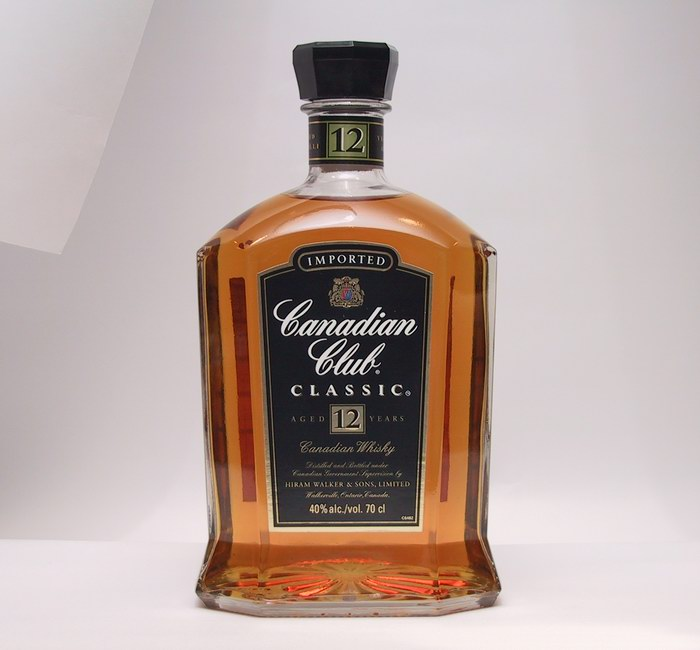
Una bottiglia di Canadian whisky

Il Canadian whisky è un whisky prodotto in Canada.

## Origini
Il Canada iniziò la distillazione del whisky intorno al 1700; i primi impianti di distillazione sorsero a nord del fiume San Lorenzo ad opera di immigrati inglesi ed irlandesi.

## Produzione
Viene prodotto a partire da una miscela di mais e segale, talvolta anche orzo e grano, che vengono ridotti in farina e mescolati con acqua sino a ottenere una pasta liquida che viene scaldata a vapore per sciogliere l'amido. Successivamente viene aggiunto orzo maltato, che trasforma l'amido in zuccheri, e il lievito, che innesca la fermentazione. Il lievito impiegato è diverso da distillatore a distillatore e la sua preparazione è custodita gelosamente da ciascuno. La distillazione stessa, che viene solitamente iniziata tre o quattro giorni dopo l'aggiunta di lievito, è effettuata in continua con moderni apparecchi a più colonne e a temperatura controllata, in modo che si possano applicare processi diversi di distillazione e ottenere prodotti anche molto differenti. Contrariamente a quanto avviene per tutti gli altri whiskies, quello canadese viene miscelato (blended) al termine della distillazione, prima di iniziare l'invecchiamento.

## Invecchiamento
Il Canadian viene invecchiato in botti di rovere (nuove o usate che hanno precedentemente contenuto whisky) da 4 a 6 anni ma può anche essere invecchiato oltre i 10 anni. Successivamente viene imbottigliato e posto in vendita.

## Caratteristiche
Il whisky per il mercato interno ha una gradazione alcolica del 39,9%, mentre quello destinato all'esportazione ha il consueto titolo del 43%. L'etichetta delle bottiglie di Canadian Whisky riporta la dizione "distillato, miscelato e messo in bottiglia sotto il controllo dello stato" e non è uno slogan pubblicitario, ma una realtà. Mai come altrove, infatti, i distillatori sono sottoposti a un rigido controllo da parte dello Stato. Circa 200 funzionari statali operano nelle diverse distillerie e sorvegliano tutto: dalla qualità dei cereali alle fasi della distillazione, dell'invecchiamento e dell'imbottigliamento.